# Heroisk fantasy
Heroisk fantasy kallas den gren av fantasy-litteraturen där en osannolikt stark hjälte kämpar emot en övermakt, ofta i form av monster, troll, häxor eller imperier eller alla på samma gång. Det är en vanlig fantasygenre som ofta har stilmässiga kopplingar till medeltiden.

## Stil
Heroisk fantasy har många likheter med high fantasy men heroisk fantasy är mer fokuserad på individuella hjältar och deras äventyr, medan high fantasy betonar den fiktiva världens detaljer och använder magi och övernaturliga element för att driva handlingen framåt. Dessa undergenrer överlappar ofta varandra och det finns verk som kan betraktas som både heroisk fantasy och high fantasy.

## Exempel
Urtypen är Robert E. Howards Conan-berättelser, och liksom dessa utspelas heroisk fantasy ofta men inte alltid i ett tänkt mytiskt förflutet till vår faktiska historia. Heroisk fantasy är i många sammanhang i stort detsamma som fantasy eftersom heroiska inslag finns i många berättelser. Å andra sidan kan den ofta ha ironiska drag som i Fritz Leibers berättelser om Fafhrd och Grey Mouser, en svit om sju romaner. Även J. R. R. Tolkiens Sagan om ringen innehåller heroiska moment, låt vara att hjältarna är små. Sagan om ringen räknas även som high fantasy eller episk fantasy.
Å andra sidan behöver fantasy inte vara heroisk. Inslagen av heroism kan också skifta. Science fiction och fantasy har också mellanformer i form av science fantasy. Ett exempel är Jack Vances The Dying Earth och flera andra episodromaner som utspelas i en så avlägsen framtid att vetenskap blivit magi eller tvärtom. Även här finns ofta parodiskt hållna heroiska inslag. Gränsdragningen mellan heroisk fantasy och sword and sorcery är oklar. Conan-berättelserna tenderar att hänföras till båda. Ytterligare en för genren typisk författare är David Eddings.
Heroisk fantasy ges ofta ut i långa bokserier.